# Île Bass Nord
L' île Bass Nord est une petite île de la moitié ouest du lac Erié, dans le comté d'Ottawa (Ohio aux USA). Elle forme, avec deux autres îles (île Bass Sud et île Middle Bass) proches, les îles Bass. Elle fait partie du canton de Put-in-Bay (en).
L'île n'a pas été développée commercialement.
Historiquement l'île était principalement utilisé comme vignoble. Seule, une petite communauté vit à Isle Saint George (en). L'État de l'Ohio a acheté près de 2,4 km² de l'île pour la préserver du développement et l'exploite sous le nom de North Bass Island State Park.
Un petit aéroport, le North Bass Island Airport (en), dessert l'île et fait partie le l'administration portuaire de Put-In-Bay.

## Galerie

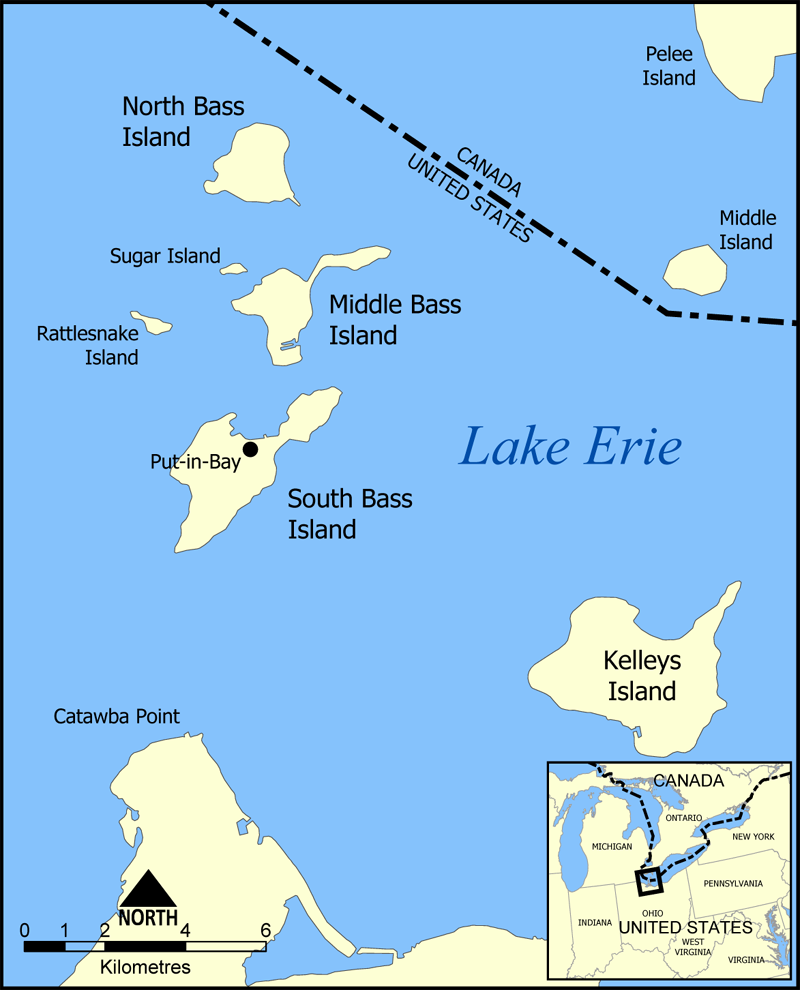
Archipel des Îles Bass